# خوک به‌دردبخور
خوک به‌دردبخور (به انگلیسی: Pig Practical) یک کارتون از مجموعهٔ سمفونی احمقانه است. این فیلم در ۲۴ فوریه ۱۹۳۹ و به کارگردانی دیک ریکارد منتشر شد. این اثر، چهارمین و آخرین کارتون با بازی سه خوک فسقلی بود. موسیقی این اثر چه کسی از گرگ بد بزرگ می‌ترسد؟ می‌باشد. برخلاف انیمیشن‌های قبلی خوک‌های فسقلی، این اثر بدون عنوان «سه خوک فسقلی» و با نام مستقل در عنوان‌بندی به نمایش درآمد.